# Dmitrij Komornikov
Dmitrij Vasil'evič Komornikov (in russo Дмитрий Васильевич Коморников?; 28 luglio 1981) è un nuotatore russo.

## Carriera
Fortemente specializzato nella rana, ha vinto il titolo europeo sulla distanza dei 200 metri ai campionati di Helsinki 2000.
Ha detenuto altresì il record mondiale sui 200m rana (2'09"52).

## Palmarès
- Mondiali

Melbourne 2007: bronzo nella 4x100m misti.
- Europei

Helsinki 2000: oro nei 200m rana e nella 4x100m misti, bronzo nei 100m rana.
Madrid 2004: argento nei 200m rana.